# Kröpeliner Straße

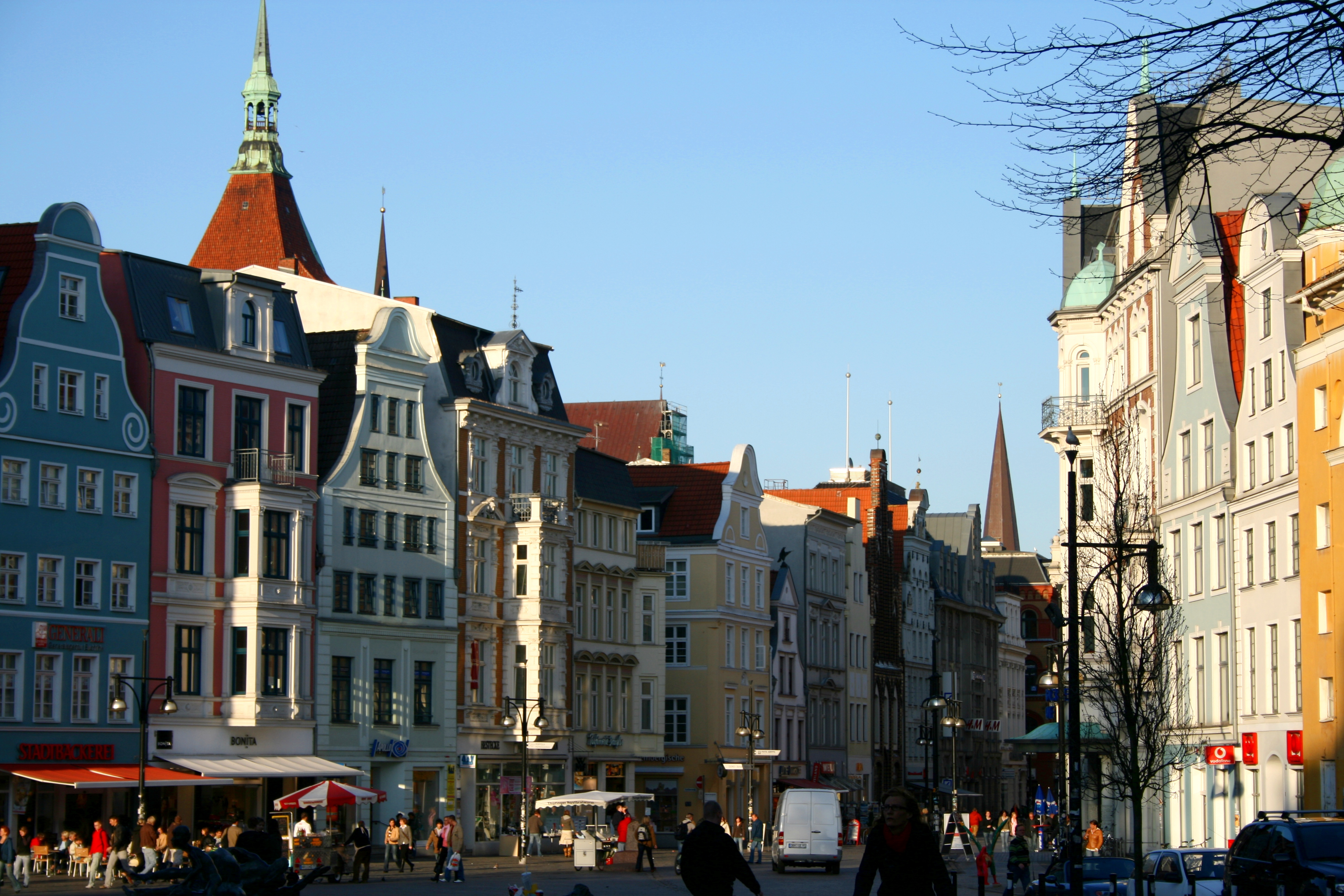
Einkaufsmeile Kröpeliner Straße

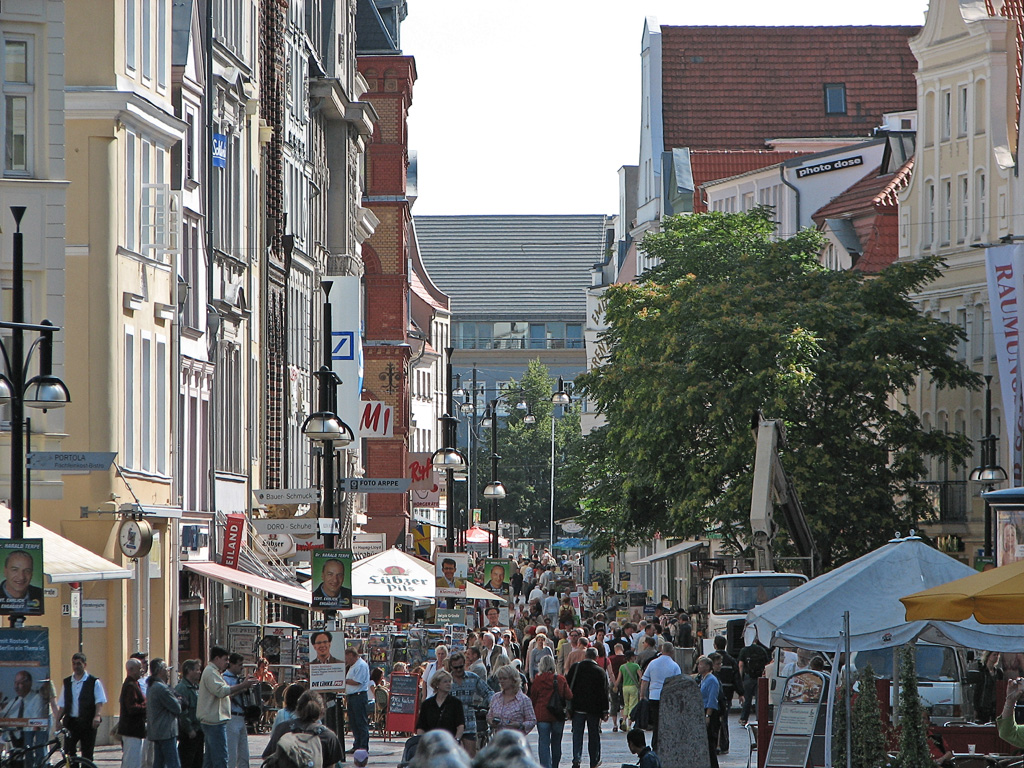
Blick in den Ostabschnitt der Kröpeliner Straße in Richtung des Neuen Marktes.

Die Kröpeliner Straße ist die Haupteinkaufsstraße im historischen Zentrum von Rostock. Der Neue Markt und das Kröpeliner Tor bilden die zwei Endpunkte der heutigen Einkaufsmeile.
Die Straße ist bekannt für ihre traditionsreichen, oftmals originalgetreu restaurierten Giebelhäuser mit ihren aufwendig gestalteten und farbenfrohen Fassaden. 40 Bauwerke verschiedener Stilepochen – darunter Backsteingotik und -renaissance der Hansezeit, Klassizismus, Barock, Historismus und Postmoderne – stehen auf der Liste der Baudenkmale. Besonders sehenswert sind der belebte Universitätsplatz in der Mitte der Straße, das Kröpeliner Tor an ihrem westlichen Ende sowie das Gebäude der heutigen Stadtbibliothek.
1961 wurde die Straßenbahn in die Lange Straße verlegt, 1968 erfolgte die Umgestaltung zur Fußgängerzone, eine der ersten in der DDR. Die Kröpeliner Straße wird stündlich von rund 5000 Menschen besucht. Grund dafür ist unter anderem das große Angebot an Einkaufsmöglichkeiten. Über 250 Läden bieten auf einer Gesamtverkaufsfläche von über 6,2 Hektar ihre Waren an.

## Verlauf
Die Kröpeliner Straße befindet sich in Rostocks Stadtmitte. Sie führt parallel zur Langen Straße und zur Wallstraße in Ost-West-Ausrichtung vom Neuen Markt bis zum Kröpeliner Tor. Die sie mit der Langen Straße verbindenden Straßen sind die Kuh-, Apostel-, Pädagogien- und Breite Straße, die Eselföterstraße, die Faule Grube und der Ziegenmarkt. Nach Süden zweigen der Kleine und der Große Katthagen, die Schwaansche Straße, die Rungestraße, die Buchbinder- und Kistenmacherstraße ab. Die Kröpeliner Straße erstreckt sich insgesamt über 650 Meter. Auf dieser Länge finden sich Häuser mit den Hausnummern von 1 bis 99 wieder, wobei die Zählung an der Südost-Ecke beginnt. Der Mittelpunkt der Straße wird durch den Universitätsplatz mit dem Hauptgebäude der Universität und dem „Brunnen der Lebensfreude“ gebildet.

## Geschichte

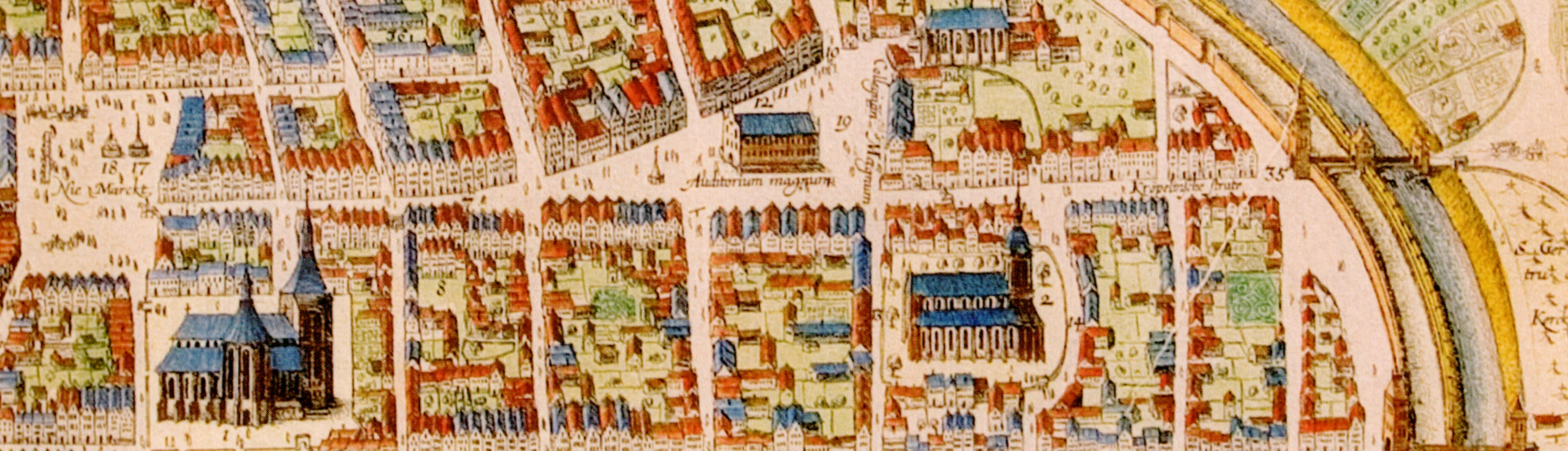
Detail aus einem Stadtplan von Wenzel Hollar (1624/25). Links der Neue Markt im Osten, am rechten Ende das nach Westen führende Kröpeliner Tor. In der Mitte der Neustädtische oder Hopfenmarkt mit dem Auditorium magnum der Universität und dem Heilig-Kreuz-Kloster. Nördlich der Straße die Marienkirche (links unten) und die Jakobikirche.

### Namen
Nicht immer trug die Kröpeliner Straße ihren heutigen Namen. Erst seit 1945 ist der komplette Abschnitt zwischen Neuem Markt und Kröpeliner Tor einheitlich benannt, bis zur Entstalinisierung als Stalinstraße, seitdem als Kröpeliner Straße. Zuvor trug lediglich der Straßenabschnitt zwischen Kröpeliner Tor im Westen und dem Universitätsplatz (früher Neustädtischer oder Hopfenmarkt, danach Blücherplatz) den Namen Kröpeliner Straße. Der Teilabschnitt zwischen Breiter Straße und der 1790 zugeschütteten Faulen Grube hieß Hopfenmarkt, von dort bis zum Neuen Markt hieß die Straße Blutstraße. Der Name Blutstraße leitete sich vom Niederdeutschen Wort „blot“ ab, was so viel heißt wie „bloß, ungepflastert“.
Da die Faule Grube die Grenze zwischen Mittel- und Neustadt bildete, gehörten Kröpeliner Straße und Hopfenmarkt zur Neustadt, die Blutstraße dagegen zur Mittelstadt.
Nach wie vor umstritten ist, auf welchen Ursprung der Name Kröpeliner Straße zurückgeht. Einerseits könnte sich der Straßenname auf die Stadt Kröpelin beziehen, welche sich westlich der Hansestadt Rostock befindet. Andererseits könnte der Name von der gleichnamigen Patrizier- und Ratsfamilie herrühren, die einst in Rostock lebte.

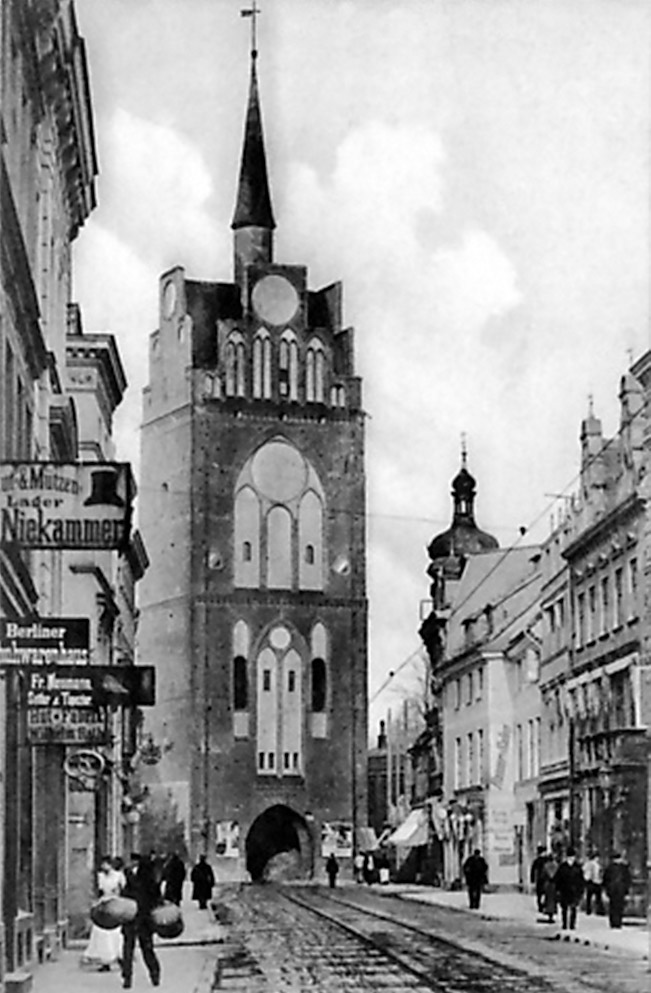
Blick von Osten durch die Kröpeliner Straße auf das Kröpeliner Tor 1907.

### Einstige Verkehrswege
Im Jahr 1881 fuhr die erste schienengebundene Pferdebahn durch Rostock. Auf insgesamt drei Linien durchquerte die sogenannte „Rostocker Pipenbahn“ die Altstadt. Eine der Linien machte auch in der Kröpeliner Straße Halt. Der Neue Markt wurde auf allen Linien angefahren. 1904 wurde dann die erste elektrisch betriebene Bahn in Betrieb genommen. In den Folgejahren wurde das Straßenbahnnetz schrittweise auf elektrischen Betrieb umgestellt. Im Zuge der Umgestaltung des Neuen Marktes wurde dann der Straßenbahnverkehr durch die Kröpeliner Straße und das Kröpeliner Tor eingestellt. Ab dem 20. Mai 1961 fuhren die Bahnen somit nicht mehr durch die enge Fußgängerzone in der Kröpeliner Straße. Stattdessen wurden die Schienen in die parallel verlaufende Lange Straße verlegt.

## Gebäude
Die Kröpeliner Straße bildet Rostocks mittelalterlichen Stadtkern. Deswegen finden sich hier viele geschichtsträchtige Gebäude. Vor allem Giebelbauten im barocken, klassizistischen und historistischen Stil prägen das Straßenbild. Einige Häuser gehen in ihrem Kernbau auf das Mittelalter zurück.
Ratschow-Haus

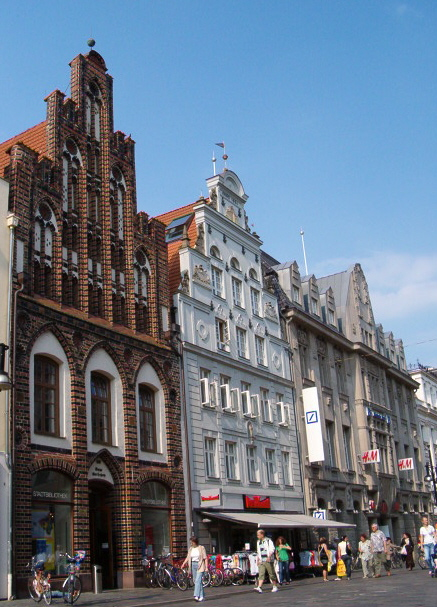
Giebelhäuser in der Kröpeliner Straße. Links das spätgotische Gebäude der Stadtbibliothek.

Das sogenannte Ratschow-Haus ist das einzige Gebäude in der Kröpeliner Straße mit einer gotischen Backsteinfassade. Damit gehört es zu den bedeutendsten der wenigen überkommenen mittelalterlichen Profanbauten Rostocks. Besonders bemerkenswert sind seine Treppengiebel mit Zinnen, glasierten Steinen, Terrakottareliefs und -medaillons. Auch die Fassade des Hauses ist durch Medaillons mit biblischen Szenen und einen Zierfries aus Formziegeln mit Löwen und Rosetten reichlich geschmückt. Den Namen Ratschow-Haus trägt das Gebäude, weil sich dort von Beginn des 20. Jahrhunderts bis hin zum Zweiten Weltkrieg das Leinen-, Wäsche- und Bettengeschäft der Familie Ratschow befand. 1945 wurde es von befreiten marodierenden Zwangsarbeitern angezündet und brannte vollständig aus. Ab 1950 wurde es hinter dem erhalten gebliebenen Giebel neu aufgebaut. Es diente ab 1961 als öffentliche Bibliothek der Stadt und beherbergt heute die Rostocker Stadtbibliothek.
Rostocker Hof
Der Rostocker Hof befindet sich in den Häusern der Kröpeliner Straße 26 bis 28. Der Gebäudekomplex, dem drei alte Giebelhäuser weichen mussten, feierte 1888 sein Richtfest und wurde bereits im selben Jahr als Hotel eröffnet. Seitdem übernahmen verschiedene Hotelbesitzer wie Max Hoth, Heinrich Wachtendorf oder Otto Freitag die Leitung des Hauses. Durch stetigen Umbau und Erweiterung der Kapazitäten avancierte der Rostocker Hof später zum Hotel Nummer Eins in Rostock. 1945 bezog die sowjetische Stadtkommandantur das Gebäude, in den folgenden Jahren die Bezirksverwaltung des Ministeriums für Staatssicherheit, die Ende der 1950er Jahre in die August-Bebel-Straße zog. Später nutzte die Universität Rostock das Gebäude als Bibliothek. Nach 1990 erfolgte der Abriss des Gebäudes unter Beibehaltung der Fassade und eines Teils des Eingangsbereiches. Heute befinden sich im Gebäude ein Hotel und eine Einkaufspassage.
Barocksaal und Herzogliches Palais
Das Herzogliche Palais am Universitätsplatz wurde im Jahr 1714 errichtet. Dort residierten die Mecklenburger Herzöge, wenn sie in Rostock Regierungsgeschäfte wahrnahmen. In den Sälen gibt es sehenswerte Stuckdecken. Der Barocksaal wurde 1750 als Komödienhaus als Anbau an das Herzogliche Palais im spätbarocken Stil durch den französischen Architekten Jean Laurent Legeay errichtet.
Kröpeliner Tor
Das Kröpeliner Tor, ein 54 Meter hoher gotischer Backsteinbau, ist ein Teil der Rostocker Stadtbefestigung, die im 13. und 14. Jahrhundert erbaut wurde. Die Funktion des Prestigeobjektes wurde dem Tor aufgrund seiner Lage zugesprochen: An der Westseite Rostocks gelegen, erwartete es all diejenigen, die Rostock auf der Handelsstraße von Wismar oder Lübeck aus besuchten. Mit seiner imposanten Größe sollte das Kröpeliner Tor Handelsreisenden das Ansehen und die Bedeutung der Stadt vermitteln. Bis zum Jahr 1960 führte eine Straßenbahnlinie durch das Tor. Heute hat hier der Rostocker Geschichtsverein seinen Sitz.

## Einzelbelege
1. ↑  Ernst Münch, Ralf Mulsow: Das alte Rostock und seine Straßen. 2006, S. 85.

Koordinaten: 54° 5′ 19″ N, 12° 8′ 6″ O